# Black Dresses
Black Dresses — канадский нойз-поп-дуэт из Торонто, провинция Онтарио. Сформирован в 2017 году Адой Рук и Деви МкКолин.

## История
В 2017 году Ада Рук прислала музыкальный бит Деви Мкколин в Твиттере. В декабре они выпускают свой первый сингл — кавер на песню M.I.A. "Paper Planes".
В апреле 2018 выходит дебютный альбом Black Dresses — Wasteisolation. Диск был хорошо оценён изданиями Noisey, Stereogum и The Fader, которые охарактеризовали его как сырой, резкий и запоминающийся альбом о выживании трансгендерных женщин во враждебном мире. Следом вышел EP HELL IS REAL, изданный в октябре того же года. EP попал в список лучших мини-альбомов 2018 года по версии Stereogum, а сам дуэт — в список лучших новых исполнителей.
В феврале 2019 Black Dresses выпускают второй студийный альбом — Thank You. В мае выходит мини-альбом ремиксов Dreams Come True 2019. В августе 2019 года группа выпускает третий студийный альбом — Love and Affection for Stupid Little Bitches. Релиз был тепло встречен критиками. Колин Джойс из Pitchfork оценил альбом в 7,7. Издание Noisey включило Love and Affection for Stupid Little Bitches в  свой ТОП "22 лучших альбомов 2019-го, которые ты мог пропустить".
В марте 2020 выходит анимационный клип на песню Nausea из альбома Wasteisolation. 13 апреля Black Dresses выпускают четвёртый студийный альбом — Peaceful as Hell. Диск был оценён изданием Pitchfork в 7.6 баллов. Леа Мандел заявила: "Особенно сейчас, когда адский мир обрушивается на нас, каждое социальное неравенство выдвигается на первый план и усугубляется, одиночество и сомнения углубляются до крайней степени, Peaceful as Hell — идеальное лекарство".
26 мая 2020 года группа объявила о распаде по причине систематических нападок на Деви МкКолин со стороны фанатов. Музыка Black Dresses временно исчезла со стриминговых сервисов. 20 декабря был анонсирован новый сингл Black Dresses — World Peace, записанный совместно с ESPer99 в 2019 году. Сингл вышел в свет 21 декабря 2020 года. Рук и МкКолин продолжили выпускать музыку сольно: Рук — под своим именем, МкКолин — под псевдонимом Girls Rituals.

## Состав группы
- Ада Рук
- Деви МкКолин

## Дискография

### Студийные альбомы
- Wasteisolation (2018)
- Thank You (2019)
- Love and Affection for Stupid Little Bitches (2019)
- Peaceful as Hell (2020)
- Forever in Your Heart (2021)
- Forget Your Own Face (2022)
- Laughingfish (2024)